# (32858) Kitakamigawa
1993 BA3 (asteroide 32858) é um asteroide da cintura principal. Possui uma excentricidade de 0.06709640 e uma inclinação de 8.66767º.
Este asteroide foi descoberto no dia 25 de janeiro de 1993 por Tsutomu Seki em Geisei.